# 李炳南 (居士)
李炳南（1891年1月16日—1986年4月13日），名豔，字炳南，號雪廬，法號德明，別署雪僧、雪叟，以字行，生於大清山東省濟南府，曾任中華民國大成至聖先師奉祀官府主任秘書、中醫師。台灣佛教居士，創辦臺中市佛教蓮社。他與廣欽法師、煮雲法師等被認為是台灣淨土宗興起，成為台灣佛教主流之一的主要數位推手之一。對中臺灣佛教界有重大影響力。

## 生平
家為山東世族。
1895年，入私塾，後又就讀於趵突泉附近之尚志書院（今趵突泉公園內，曾為明清時代專門培養人才之機構）。
1908年，至山東法政學堂（1913年改制山東公立法政專門學校，1926年改制合併於山東大學）學習法律，攻讀監獄專修科（此為清末最早之新式教育）。
1912年，與濟南學界組織通俗教育會，當選會長。
1916年，通俗教育會更名為「私立通俗教育研究會」，設講座於西門月洞。其時梅光羲在山東任高等檢察廳長，並於濟南大明湖畔組佛學社，設唯識講座。因此隨之從學唯識。
1920年，任公務員，負責莒縣監獄。重建監舍，並以中醫幫助醫治生病的囚犯。
1930年中原大戰時，山東成為戰區，莒縣被圍。在戰爭中閱讀豐子愷《護生畫集》，歸向淨土宗、開始持素食。
1931年，獲讀印光法師蘇州弘化社寄贈《學佛淺說》、《佛法導論》等佛書後，有意皈依印光法師。後遇印光法師弟子林氏函介通信皈依，印光法師來信許可，賜法號德明。在此前後期間，適逢濟南城東淨居禪寺改闢十方叢林，請北平真空法師駐錫開示，遂依之學禪，且與該寺方丈可觀法師共同參究八年。
1934年，莒縣重修縣志。總纂莊陔蘭邀請兼任分纂，便由莒縣監獄轉任編纂縣志。負責纂修古蹟、軍事、司法、金石四類。往蘇州報國寺參謁印光法師。
1935年，取得中醫師執照。
1936年，莒縣縣志重修完畢，北返任職濟南省法院。8月30日於山東濟南淨居禪寺依可觀法師受五戒。9月26日於山東濟南女子蓮社，依大雲法師受菩薩戒。
1937年1月，受莊陔蘭推薦應聘入大成至聖先師奉祀官府，任教讀先生及主任秘書職。蘆溝橋事變起，隨奉祀官孔德成至重慶避難。訪重慶長安寺，遇太虛法師，並重逢梅光羲，再隨之研學唯識。又跟從藏傳佛教白教貢噶呼圖克圖、紅教諾那呼圖克圖修持密法共8年時間。
1949年徐蚌會戰之後，孔德成舉家遷至台灣，將大成至聖先師奉祀官府設於台中，2月隨之前往。4月，在台中法華寺義診、講經弘法，董正之與賴棟樑等人遂暢議將法華寺改為淨土寺廟，請李炳南每週日至法華寺講經。
1951年，由寶山銀樓老闆朱炎煌、瑞成書局老闆許克綏出資買屋，由李炳南領導，以董正之名義申請成立臺中市佛教蓮社。
1952年，開始批評齋教，認為「所謂的龍華派，乃是外道，借名冒充佛教，必須嚴辦」，隨著來自中國名山的佛教逐漸興起，齋教開始在台灣沒落。
1955年後，在台灣各地陸續建立佛教佈教所、蓮社、念佛會及合作寺院，遠及馬來西亞。
1963年，創辦佛教菩提醫院（今新菩提醫院），請于凌波擔任院長，後增建安老所、施醫所，安老所後改組為菩提救濟院（今菩提仁愛之家）。
1986年4月13日去世。

## 講學與實踐
李炳南居士講求內佛外儒，並為臺中市佛教蓮社手訂社風十條：

1. 真心奉行教義；用智慧上求佛道，用慈悲下化眾生。
2. 力遵三皈五戒，雖未受戒，亦當發心守戒。
3. 深信因果，多積福德，勿爭名利。
4. 社內同修，不宜分黨分派，互相攻擊。
5. 不得兼修外道，使邪亂正。
6. 同教團體中，不問出家在家，凡有弘法事宜，必須讚嘆擁護，不許嫉妒。
7. 除探討教義外，不議論同教中任何人之是非。
8. 凡遭毀謗，平心自省！有改無勉，不與人諍。
9. 要常覺知，自己道德，修持，學問，皆極淺薄，不可心生驕慢。
10. 要精進修持，積德求學，不惜心身二力；布施一切，為眾生拔苦與樂。

又定宗旨凡三：

1. 講演儒佛經典以化導人心。
2. 集眾念佛，各求當生成就。
3. 興辦文化慈善事業，以勵道德而善風俗。[6]

## 影響及貢獻
李炳南是台灣佛教著名居士之一，淨土宗在他及廣欽法師等的倡導之下，逐漸成為台灣佛教界的主流之一。他對於中台灣佛教界的影響力甚大，有部份人士因為他以居士身份領導佛教團體而有不同的意見，但無法抹滅他的貢獻。
李炳南批評台灣原有的齋教，認為他們是附佛外道，主張政府應嚴加取締。在政府的打壓下，齋教在台灣逐漸沒落。
印順法師撰寫《念佛淺說》一書，江燦騰說：李炳南居士領導的台中蓮社，認為此書為反對淨土宗學說，引起其信徒對印順法師的不滿，曾出現「燒書破魔說」事件。

## 著作
著作頗豐，可參閱下方“雪公專集”，包括《常礼举要》等。

## 弟子
- 淨空法師
- 果清法師
- 林看治
- 周家麟
- 徐醒民
- 鄭勝陽
- 劉國榮
- 李榮輝
- 簡金武
- 連淑美
- 吳碧霞
- 吳聰敏
- 陳雍澤
- 謝嘉峰
- 吳聰龍
- 江錦祥

## 外部連結
- 雪公專集-本傳類 （页面存档备份，存于）
- 明倫月刊-雪公專集 （页面存档备份，存于）
- 台中蓮社-全球資訊網 （页面存档备份，存于）
- 財團法人雪心文教基金會 （页面存档备份，存于）
- 李炳南居士文集 （页面存档备份，存于） - 七葉佛教書舍